# 海神社 (西ノ島町)
海神社（かいじんじゃ）は、島根県隠岐郡西ノ島町別府に鎮座する神社。別府港の東方、黒木御所跡の北方に鎮座する旧村社で『延喜式神名帳』に載せる「海神社 二座」に比定されている（式内社論社）。

## 祭神
不詳。
当神社の文献上の初見は元禄16年（1703年）の『島前村々神名記』で、そこに「別府村 六社大明神」と載せてこれを式内「海神社」に比定し、「志賀三社一座、住吉三社一座」を祀るとしている。『式神名帳』の2座を綿津見三神と住吉三神に充て、それぞれ3柱の計6柱を祀るとする訳で、明治2年（1869年）の『島前旧社取調帳』にも9寸程の神像が6躯あると報告されている。また、明治初めの当神社神主の報告には、明治まで祭神を「ワタツミノカミノヤシロフタクラ」と唱えて来たともいうが、明治5年に式内「海神社」と定められて以来、「祭神不詳」とされている。なお、上記『旧社取調帳』には神像6躯とは別に紐鏡が2面あると報告されているので、当神社が確かに式内社であればこの紐鏡2面が本来の「海神社 二座」の御霊代であった可能性があり、古唱の「ワタツミノカミノヤシロフタクラ」は「少童神、二座」を意味するもので、本来の祭神は少童神であった可能性が指摘されている。

## 由緒
本殿の背後に古墳があり、境内隣接地からは黒曜石製の石鏃等が出土していることから、古くからの社地であったらしく、事実式内社であるとすれば先住の海人が祀ったものとも思われ、また、国内神名帳である『隠州神名帳』に「従三位上 海原明神」と「従四位上 云海彦明神」が見えるので、このいずれかである可能性もあるが、近世以前の由緒、沿革は不詳とするほかなく、式内社の比定にも異説がある（後述）。
近世になって六社大明神と称されたことが確認でき、上述『島前村々神名記』以降式内社に比定された。明治5年10月に社名を「海神社」に改めて村社に列し、以後鎮座地別府の氏神として崇められている。

### 式内社比定の異説
雲州家本『延喜式』の校異に、知夫郡「由良比女神社」に「元名和多須神」という注記があるが、『隠州神名帳』知夫郡には「由良姫大明神」とは別に「和太酒明神」が載るので、これは次行の「海神社」の注記が紛れ込んだものであろうと推測し（『式神名帳』では由良比女神社の隣行に海神社が記載されている）、これを承けて『大日本史神祇志』や伴信友『神名帳考証』は、知夫村の島津島が古く「渡島」と称されており、その西端には渡神社があるので、これが「和太酒明神」であり式内海神社であろうと説いている。

## 祭祀

### 神事
例祭（7月21日）
明治2年の『旧社取調帳』には隔年の6月20日から21日にかけて「大祭」が行われるとあるが、これは船渡御祭のことで、太陽暦施行後は毎年7月21日に例祭を、隔年で21・22の両日にかけて船渡御祭が斎行され、船渡御の行われる年には、21日の夜に隠岐島前神楽が奉納される。なお、この船渡御祭の起源は不明であるが、近世になって断絶したものを弘化4年（1847年）に再興したとの記録が残されている。
御蒸祭（10月21日）
新穀1斗2升を炊いて12膳に分け、神前に献じる。かつては9月29日に小祭として行われていたが（『旧社取調帳』）、太陽暦施行後は現行日に秋季大祭と称して斎行している。

### 神職
代々宇野氏が世襲して来た。宇野氏は本姓藤原氏で、天正頃（16世紀末）に豊臣秀吉に追われて隠岐へ来島、寛文年中（17世紀後葉）から奉仕するようになったと伝えるが（『旧社取調帳』）、明治初年に職を離れた。

## 社殿
本殿は梁間1間桁行2間の隠岐造銅板葺で慶応3年（1867年）の造替。幣殿を経て拝殿に連絡する。幣殿、拝殿ともに銅板葺。
他に御輿庫などがある。

## 境内社
伊勢社、稲荷社